# チェンナイ県

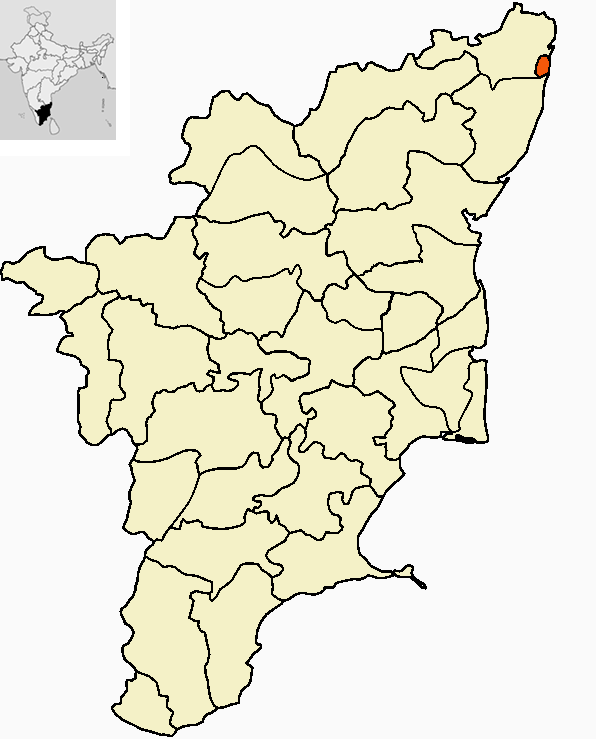
タミル・ナードゥ州におけるチェンナイ県の位置

チェンナイ県（タミル語: சென்னை மாவட்டம்、英語: Chennai district）は、インド南部のタミル・ナードゥ州に属する30の県の一つ。県庁所在地はチェンナイ。

## 概要
2001年の国勢調査では、面積174平方キロメートル、人口434万3645人、人口密度は24964人/km2。
北と西はティルヴァッルール県、南はカーンチプラム県に接する。東側はベンガル湾である。

## 歴史
英領マドラス管区時代から存在し、1996年に現在の県名に改称した。

## 行政区分

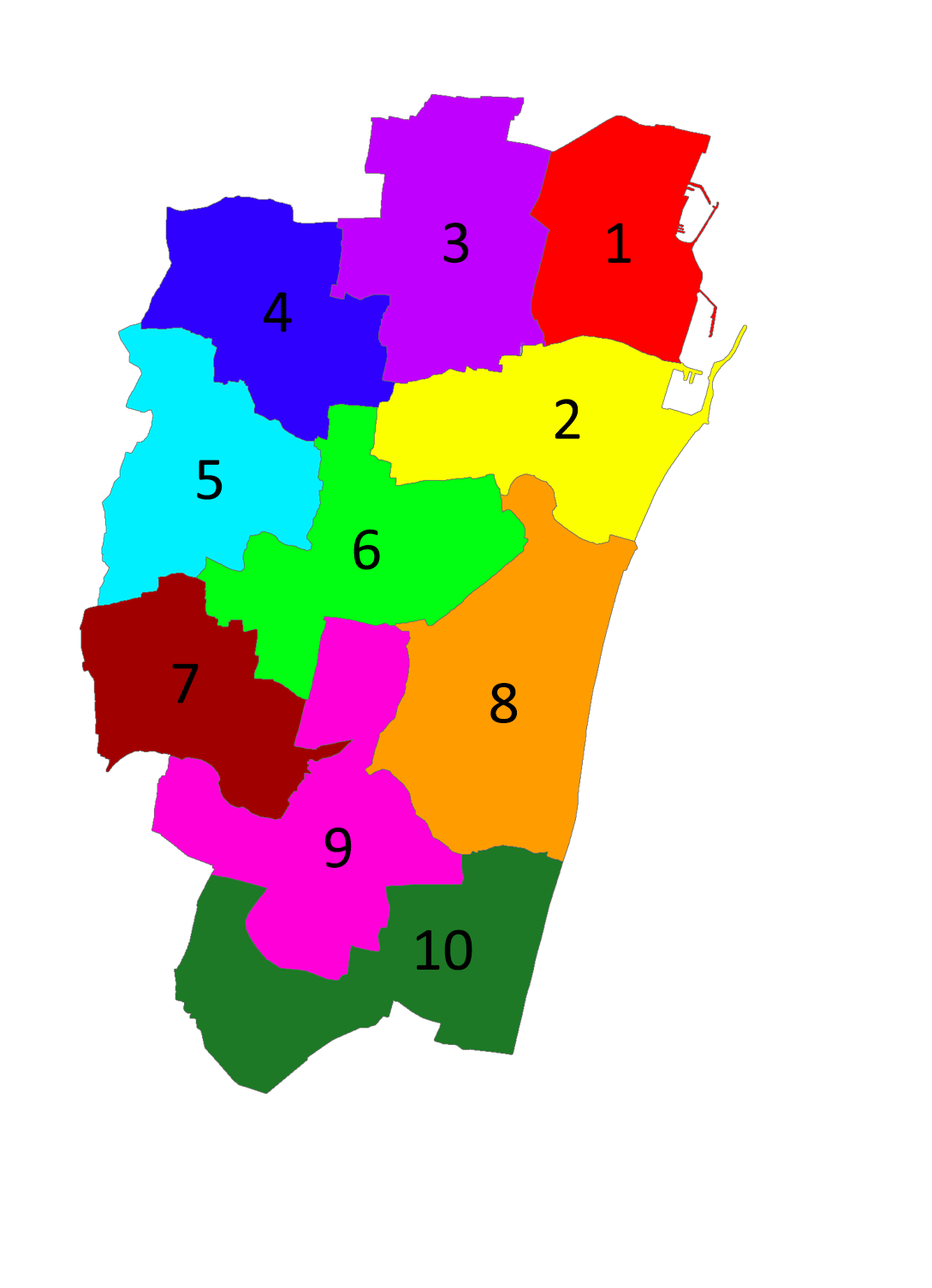
チェンナイ県の行政区分

チェンナイ県は、以下の5つの郡（タミル語: வட்டம் 「円」 ; 英訳: taluk）に区分けされている。
1. エグモア・ヌンガンバッカム郡 (Egmore-Nungambakkam)
2. フォート・トンディヤルペーッタイ郡 (Fort-Tondiarpet)
3. マーンバラム・グインディ郡 (Mambalam-Guindy)
4. マイラーップール・トリプリケーン郡 (Mylapore-Triplicane)
5. ペーランブール・プラサヴァルカム郡 (Perambur-Purasawalkam)